# Брай, Ян де
Ян де Брай (нидерл. Jan de Bray; 1627, Харлем — апрель 1697, Амстердам) — голландский художник «Золотого века искусства Нидерландов»: живописец, рисовальщик и гравёр, мастер штрихового офорта, декоратор интерьера, миниатюрист и архитектор. Представитель голландского маньеризма. Сын голландского архитектора и живописца Саломона де Брая.

## Биография
О жизни Яна де Брая известно немного. Поэт Якоб Вестербен приходился ему дядей. Ян имел двух братьев: Дирк де Брай (1635—1694) был переплётчиком, офортистом и резчиком по дереву; Иосиф де Брай (? — 1664), живописец, работал в жанре натюрморта с цветами и охотничьими трофеями. Их сестра Корнелия в 1648 году вышла замуж за живописца Яна Ливенса.
Живописное ремесло Ян де Брай осваивал под руководством отца, архитектора и живописца, он также писал стихи и даже в 1627 году напечатал сборник стихотворных произведений. В 1650 году, после окончания учёбы в отцовской мастерской юноша начал работать в родном городе самостоятельно в качестве художника-портретиста.
Эпидемия чумы 1663 и 1664 годов имела серьёзные последствия для всей семьи. Ян де Брай потерял отца, двух братьев и сестёр. Возможно, что несчастья в семье обусловили религиозную настроенность брата Яна — Дирка. Кроме того, Ян де Брай был неудачлив в браке. Он женился трижды: на Марии де Хес, Маргарете де Мейер и Виктории Марии Магделене Стальпарт ван дер Вилен, и каждый раз его жена умирала. В 1672 году Ян де Брей женился на Маргарете де Мейер, вдове померанского ювелира из Синт-Антонисбреестраат. Де Брaй жил на Бакеннессерграхте и имел сына от предыдущего брака. Супруги поженилась в римско-католической тайной церкви Святой Анны, спроектированной его отцом. Год спустя её с большой пышностью похоронили в церкви Святого Бавона. В 1680 году умерли его третья жена и сын.
Ян де Брай был деканом харлемской Гильдии Святого Луки. В конце жизни обеднел и стал банкротом. В 1636 году переехал в Амстердам, где работал два года. Умер в Амстердаме, похоронен в Харлеме.

## Творчество
Самый ранний рисунок Яна де Брая датируется 1648 годом, а первая известная картина — «Портрет девушки» — была им написана в 1650 году. Предположительно, Ян посетил Рим, где познакомился с произведениями итальянских художников. Ряд картин Яна де Брая демонстрирует интерес к древнеримской истории и влияние представителей французского классицизма XVII века, например Симона Вуэ.
Ян де Брай написал членов своей семьи в исторических образах в картине под названием «Пир Антония и Клеопатры». Он писал также реалистичные и мифологические портреты, картины на религиозные сюжеты в стиле, приближенном к произведениям утрехтских караваджистов. На рисунке «Шахматист» (из альбома Liber Amicorum) художник изобразил игрока в редкую разновидность шахмат — курьерские шахматы (одно из двух достоверно известных изображений за трёхсотлетнюю историю игры). Предположительно, этот рисунок является автопортретом художника.
После смерти Верспронка в 1662 году и Франса Халса в 1666 году, Ян де Брай стал ведущим портретистом в Харлеме. Поэтому его считают преемником искусства Франса Халса в Харлеме. Однако «в его творчестве вместе с влиянием Халса можно усмотреть и воздействие Рембрандта, у которого он заимствовал выразительную светотень, используя её для заострения портретного образа».
В санкт-петербургском Эрмитаже имеется пять картин Яна де Брая.

## Галерея
- Портрет мальчика. Между 1658 и 1662. Бумага, карандаш, сангина. Национальный музей изобразительных искусств, Стокгольм
- Святое семейство. Дерево, масло. Частное собрание
- Портрет Абрахама Кастелейна и его жены Маргареты ван Банкен. 1663. Холст, масло. Рейксмюсеум, Амстердам
- Регенты детского приюта в Харлеме. 1663. Холст, масло. Музей Франса Халса, Харлем
- Шахматист. 1661. Бумага, перо, сепия. Королевская национальная библиотека Нидерландов, Гаага
- Улисс и Пенелопа. 1668. Холст, масло. Художественный музей скорости. Луисвиль, Кентукки, США
- Царь Давид, играющий на арфе. 1670. Холст, масло. Кунстхалле, Карлсруэ
- Юдифь и Олоферн. 1659. Дерево, масло. Рейксмюсеум, Амстердам
- Забота о детях в приюте Харлема: три акта милосердия. 1663. Холст, масло. Музей Франса Халса, Харлем